# Pichogen River
Der Pichogen River ist ein 56 km langer rechter Nebenfluss des Mattawitchewan River im Norden der kanadischen Provinz Ontario.
Der Pichogen River entspringt 1,5 km südlich des Little Pichogen Lake auf einer Höhe von etwa 380 m. Das Quellgebiet befindet sich im Bereich des Kanadischen Schildes im Norden des Algoma District. Er fließt in überwiegend nördlicher Richtung. Der Upper Pichogen Lake und der Pichogen Lake liegen an seinem Oberlauf. Der Pichogen River mündet schließlich in den Mattawitchewan River, 64 km oberhalb dessen Mündung in den Missinaibi River.